# Romagny (Haut-Rhin)
Romagny (deutsch Willern) ist eine französische Gemeinde mit 275 Einwohnern (Stand 1. Januar 2022) im Département Haut-Rhin in der Region Grand Est (bis 2015 Elsass). Sie gehört zum Arrondissement Altkirch, zum Kanton Masevaux-Niederbruck und ist Mitglied des Gemeindeverbandes Sud Alsace Largue.

## Geografie
Die Gemeinde Romagny liegt an der Burgundischen Pforte, etwa 15 Kilometer westlich von Altkirch und 18 Kilometer östlich von Belfort. Im Süden grenzt das Gemeindegebiet an die Region Franche-Comté.
Nachbargemeinden von Romagny sind Valdieu-Lutran im Norden, Manspach im Osten, Chavannes-les-Grands im Süden sowie Magny im Südwesten und Westen.

## Geschichte
Romagny erscheint erstmals in den Urkunden 1316 als Wilarn, später als Weilen oder Willer, in romanischer Form erstmals 1390 als Romengney. Bis 1324 gehörte der Ort zur Grafschaft Pfirt (Herrschaft Montreux) und kam dann durch die Heirat der Johanna von Pfirt mit Herzog Albrecht II. von Österreich an Habsburg. Im Westfälischen Frieden 1648 ging der Ort mit dem ganzen elsässischen Besitz der Habsburger an die französische Krone. Von 1871 bis zum Ende des Ersten Weltkrieges gehörte Willern als Teil des Reichslandes Elsaß-Lothringen zum Deutschen Reich und war dem Kreis Altkirch im Bezirk Oberelsaß zugeordnet. Bei der Grenzziehung im Frankfurter Frieden 1871 kam der frankophone Ort nicht zum neu gebildeten Territoire de Belfort, sondern zum Département Haut-Rhin. 1914 befand sich Romagny zeitweise in der Frontlinie und erlitt einige Kriegsschäden.
In den 1820er-Jahren grub man – erfolglos – auf der Gemarkung einen Schacht und einen Stollen in der Annahme, man könnte wie bei Ronchamp auf Steinkohle im Untergrund treffen.

## Bauwerke
Kirche Saint-Florent: 1863 wurde Romagny eigenständige Pfarrei, zuvor war es Filial von Jungmünsterol (Montreux-Jeune). Eine eigene Kirche wurde bereits in den 1850er-Jahren errichtet. Im Ersten Weltkrieg erlitt diese leichte Schäden, die 1922 wieder behoben waren. Es handelt sich um einen schlichten spätklassizistischen Bau des Second Empire, aber noch ganz im Stil der Louis-Philippe-Zeit errichtet.
Mairie: Einfacher Walmdachbau, 1903 als Schulhaus errichtet
Gut erhaltene Fachwerkbauten, darunter eine Anzahl in der altertümlichen Ständerbauweise. Beim Haus Rue Principale Nr. 25 sind an der Giebelseite nicht nur die Wandständer traufwandhoch, sondern auch in altertümlicher Weise die Streben. An der Traufseite bereits die neuere Konstruktion: nur noch geschosshohe Streben. Die Segmentbogenfenster im Erdgeschoss sind erst in den Jahrzehnten um 1800 geschaffen worden. Die Giebelseite des Hauses Nr.31 an der Rue Principale ist wohl schon vor dem Dreißigjährigen Krieg entstanden: Darauf deuten die altertümliche Ständerbauweise, die geschweiften Andreaskreuze (Scherenstühle) und die ursprünglich dreiteiligen Fenster im Obergeschoss hin. Im Erdgeschoss das (durch aufsteigende Bodenfeuchte morsch gewordene?) Fachwerk nachträglich durch Mauerwerk ersetzt. Beim Haus Nr. 18 an der Rue Principale dagegen die neuere Stockwerkbauweise und engmaschiges symmetrisches Fachwerk an der Giebelseite.

## Bevölkerungsentwicklung
| Jahr      | 1910 | 1962 | 1968 | 1975 | 1982 | 1990 | 1999 | 2007 | 2017 |
| Einwohner | 162  | 122  | 135  | 167  | 164  | 162  | 186  | 200  | 263  |

|  |  |